# Galerijbos

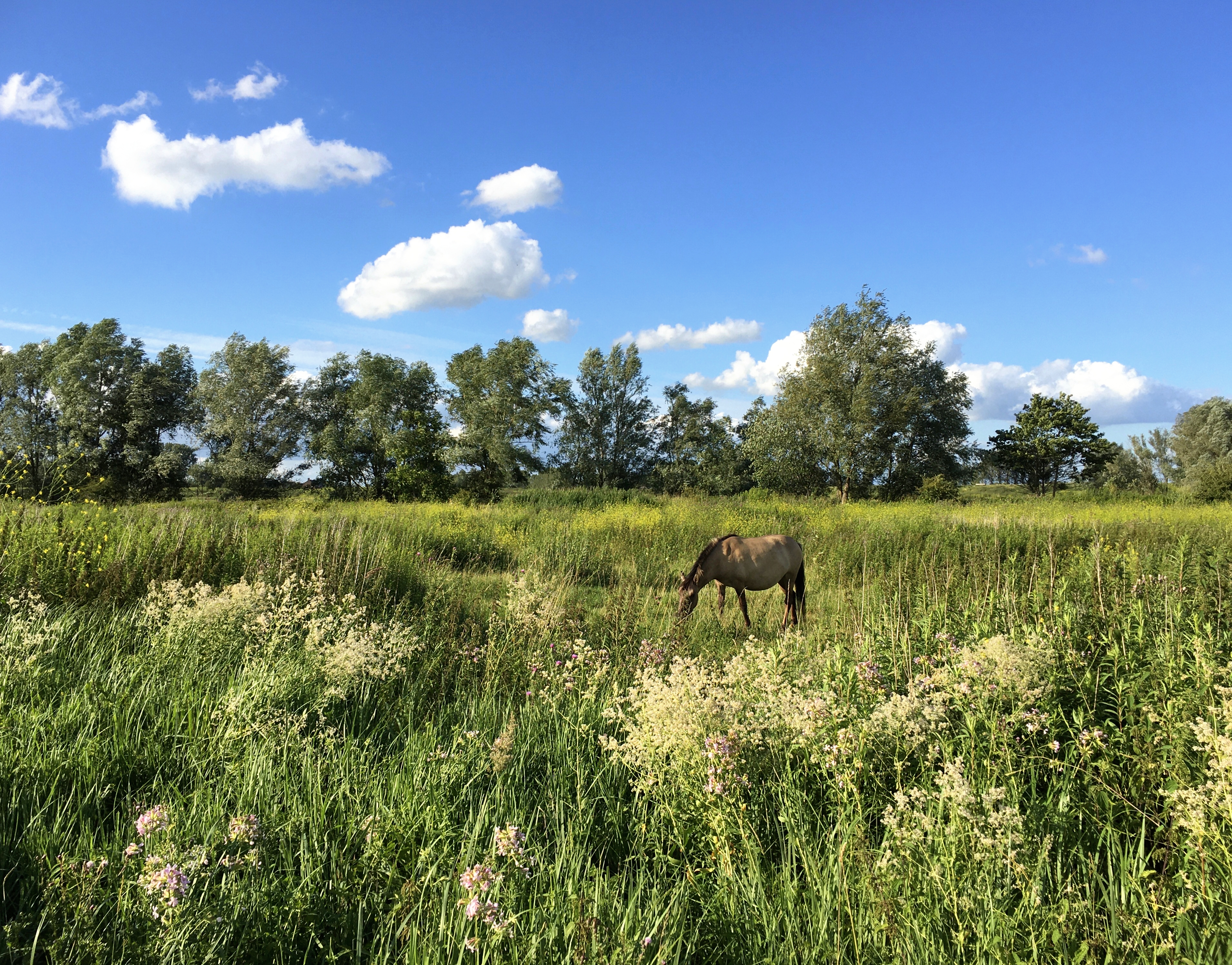
Zicht op een zeer smal galerijbos in de uiterwaarden van de Waal (Gelderse Poort)

Een galerijbos is een lintvormig bos dat een strook vormt langs rivieren of wetlands en voorkomt in landschappen die doorgaans weinig bosrijk zijn, zoals bijvoorbeeld savannes. De groeiplaatsen van deze bossen onderscheiden zich van de omliggende landschappen, bijvoorbeeld doordat ze voedselrijker of vochtiger zijn en er minder grote kans op branden is. De bossen zijn soms maar enkele meters breed, doordat ze afhankelijk zijn van het water waar ze langs liggen. Dit type bos is wereldwijd in omvang geslonken, veelal vanwege menselijke activiteiten zoals landbouw. Ze zijn vanwege hun geringe breedte en lange grens zeer gevoelig. De naam is afkomstig van Galerij (steenkoolmijn), door de tunnelvormende bomen.

## Fotogalerij

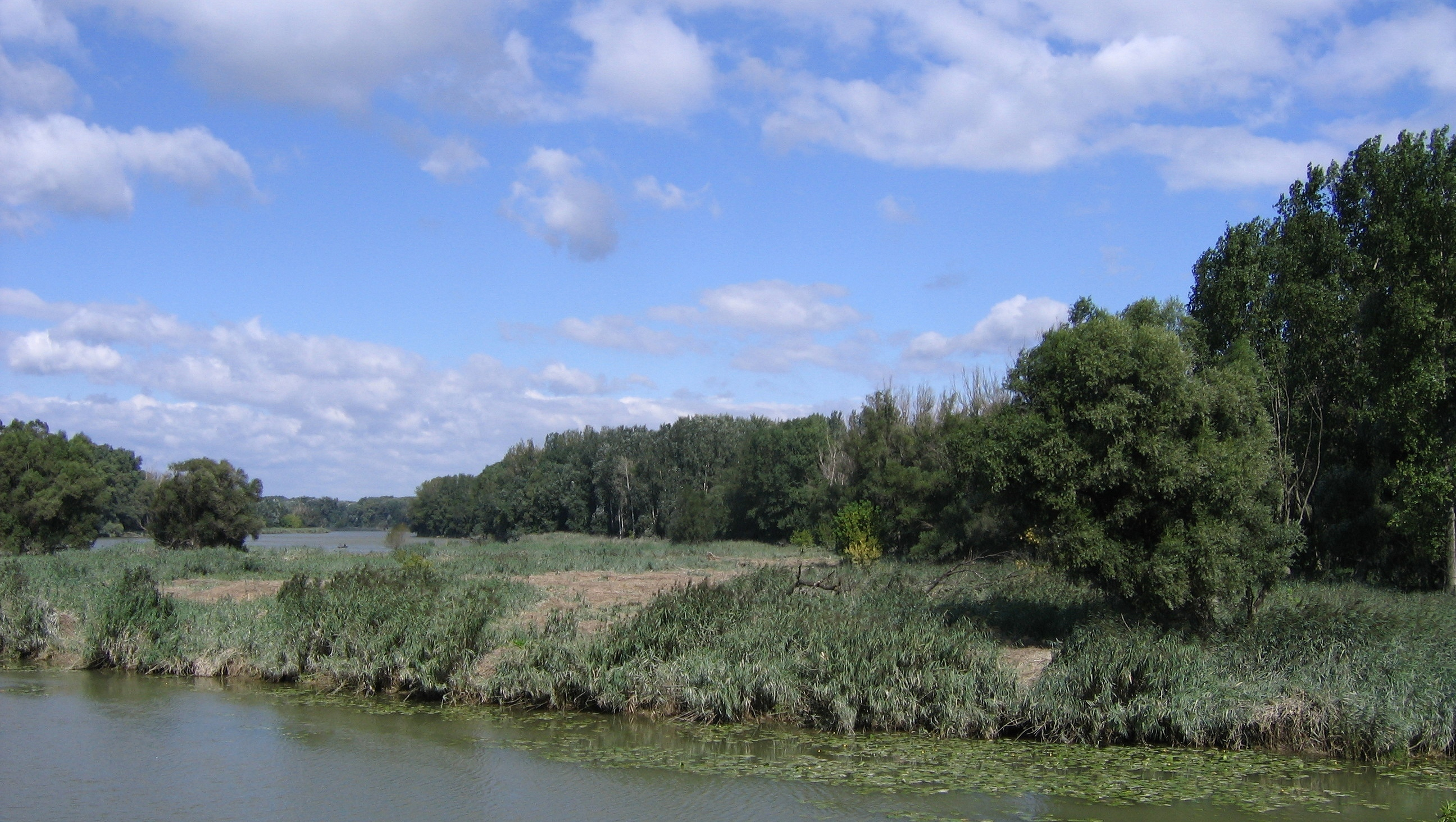
Een galerijbos in een riviervlakte van de Donau in Oostenrijk
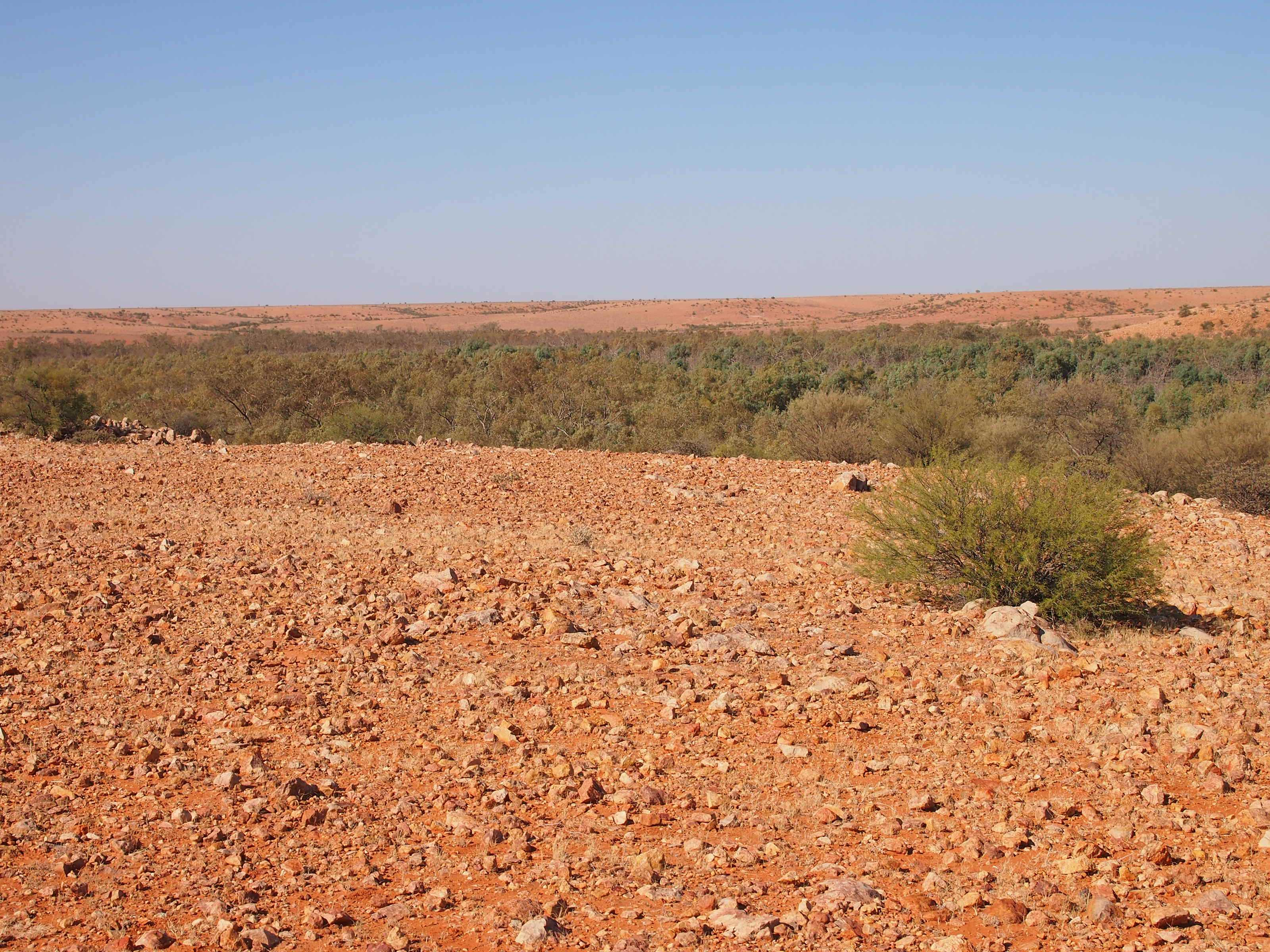
Zicht op een galerijbos bij de rivier Finke in Australië
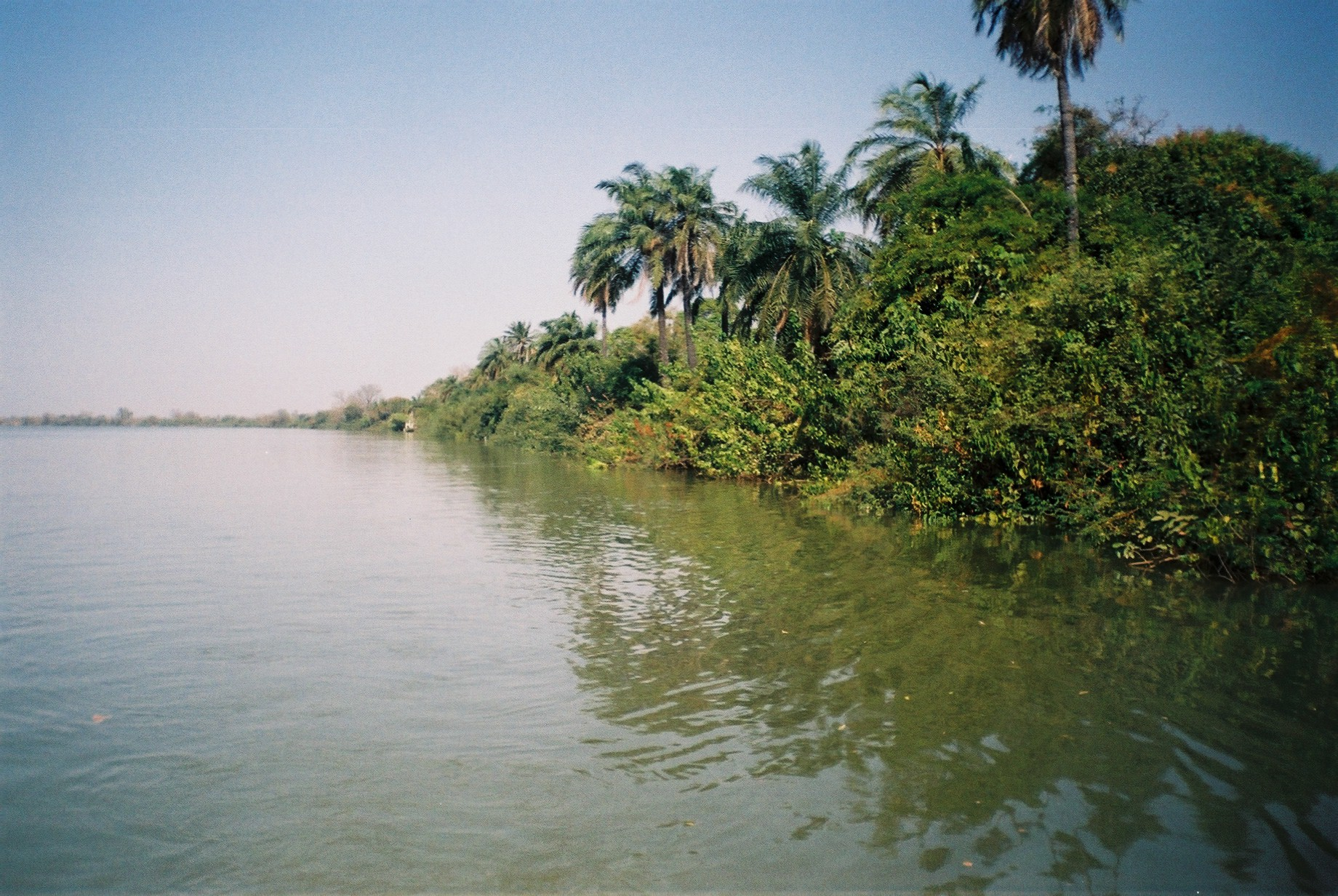
Een tropisch galerijbos langs de rivier de Gambia in Gambia
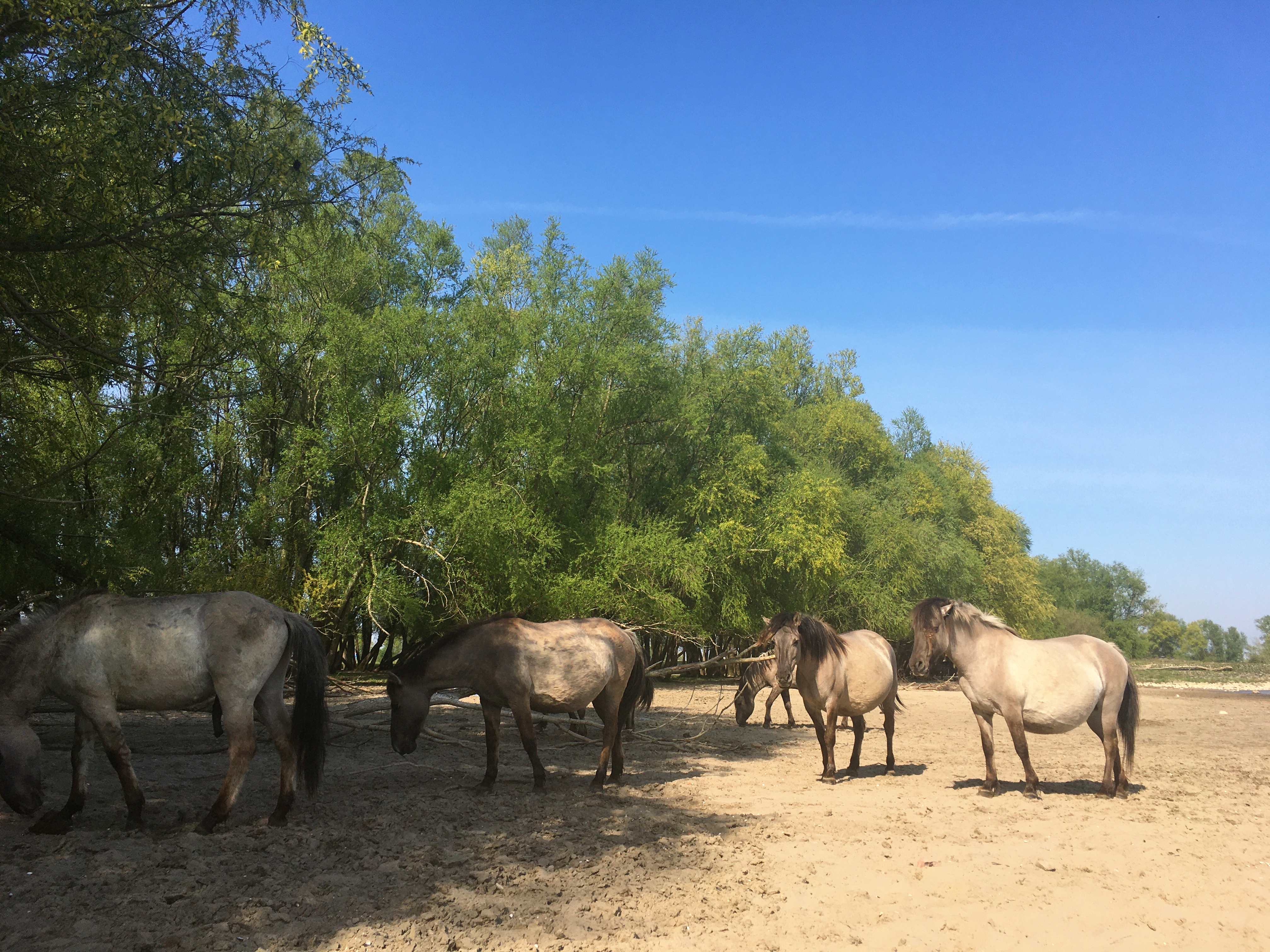
Bijvoet-ooibos als galerijbos langs de Waal in Nederland